# Universitair Ziekenhuis Aken
Het Universitair Ziekenhuis Aken, meestal aangeduid als Klinikum Aken (Duits: (Universitäts)klinikum Aachen), is een academisch ziekenhuis in de Duitse stad Aken, gelegen in het stadsdeel Laurensberg, dicht bij de Duits-Nederlandse grens bij Vaals. Het complex maakt deel uit van de Rheinisch-Westfälische Technische Hochschule (RWTH) en omvat tevens de volledige faculteit geneeskunde. Het enorme gebouw behoort tot de grootste in één enkel gebouw gevestigde ziekenhuizen van Europa. De opvallende vormgeving van het tussen 1971 en 1985 gebouwde ziekenhuis is een combinatie van brutalisme, structuralisme en hightecharchitectuur.

## Geschiedenis
In 1966 werd de medische faculteit van de RWTH Aken opgericht. De RWTH was tot die tijd voornamelijk een op techniek en natuurwetenschappen gerichte universiteit. Aanvankelijk werd het bestaande Elisabeth-Krankenhaus aan de Goethestraße bestemd als academisch ziekenhuis, maar al snel werd duidelijk dat dit ziekenhuis, dat vanwege oorlogsschade nog gedeeltelijk in noodpaviljoens was ondergebracht, te klein was.
De bouw van het nieuwe academische ziekenhuis vormde de eerste fase in de ontwikkeling van de Campus Melaten in het noordwesten van Aken. Daartoe verwierf de RWTH in 1966 het landgoed Melaten, gelegen in het Rabental, een waardevol natuurgebied. Het nieuwe ziekenhuis en de faculteit geneeskunde zouden ten zuiden van het landgoed verrijzen. Het ziekenhuis werd ontworpen door het Akense architectenbureau Weber, Brand & Partner, in samenwerking met de in ziekenhuisbouw gespecialiseerde architect Benno Schachner. De bouw werd vergund aan het Hamburgse bouwbedrijf Neue Heimat Städtebau GmbH.
De ruwbouwwerkzaamheden begonnen op 1 september 1971 en werden eind 1973 voltooid. De kernen van de trappenhuizen werden eerst gebouwd met behulp van ter plaatse gestort beton en glijbekisting, de overige onderdelen werden geprefabriceerd aangevoerd. De bouwplaats was een tijd lang de grootste van Europa. De bouw werd vertraagd vanwege problemen met de slappe ondergrond, die het kolossale gebouw eigenlijk niet kon dragen. De bouwkosten, in 1971 nog begroot op 571 miljoen Duitse mark, liepen op tot iets meer dan 2 miljard mark (ca. 2,24 miljard euro). De ingebruikname vond vanaf 1982 in fasen plaats. In 1985 vond de officiële opening plaats door Johannes Rau, minister-president van Noordrijn-Westfalen. De oorspronkelijke benaming van het complex was Neues Klinikum ("Nieuwe Kliniek") omdat er destijds in Aken al een ziekenhuis met de naam Klinikum was (dat inmiddels niet meer bestaat).
In 2007 werden plannen gepresenteerd om het Universitair Ziekenhuis Aken te laten fuseren met het Academisch Ziekenhuis Maastricht tot het Europees Ziekenhuis Aken-Maastricht. De plannen werden niet verder uitgewerkt. In 2010 werkten de universitaire ziekenhuizen van Aken, Maastricht en Luik samen aan de ontwikkeling van een gezamenlijk centrum voor deeltjestherapie (particle therapy). Ook deze plannen leidden tot niets; in 2019 werd in Maastricht het eerste deeltjestherapiecentrum in de Euregio Maas-Rijn geopend, de MaastroClinic. Op 1 januari 2020 nam het Akense Klinikum het door opheffing bedreigde Franziskushospital in Aken over, dat sindsdien opereert onder de naam Uniklinik RWTH Aachen – Franziskus.
Eind november 2008 verleende de deelstaat Noordrijn-Westfalen aan het Klinikum Aken de monumentenstatus (Baudenkmal). De in de loop der jaren opgelopen achterstanden bij het onderhoud, gecombineerd met de eisen die voortvloeien uit de monumentenstatus, vormen een bedreiging voor het behoud en het optimaal functioneren van het gebouw. Volgens verschillende berichten vertoont het gebouw ernstige gebreken, vooral omdat het gebouwencomplex, dat zowel functioneert als ziekenhuis als medische faculteit, voortdurend aan de veranderende technische eisen moet worden aangepast. Al bij de ingebruikname werd het grote tweekanaals-airconditioningsysteem als een hoge kostenpost beschouwd, maar demontage zou het uiterlijk van het gebouw aantasten, iets wat monumentenzorg niet zou toestaan. De gevels van het gebouw zijn mogelijk niet goed ontworpen en lekken, waardoor ramen snel beslagen raken en er op verschillende plekken in het gebouw water binnendringt. De in 2007 begonnen renovatie van het verpleeggedeelte werd in 2012 voortijdig afgebroken, mede vanwege zorgen over de bescherming van het monument. In 2016 ging aan de noordzijde van het Klinikum de bouw van het OIP-PNZ en andere kindgerelateerde instellingen van start (zie Overige instellingen).

## Organisatie
Naast verpleegafdelingen en algemene ziekenhuisfaciliteiten herbergt het Klinikum Aken onderwijs- en onderzoeksfaciliteiten, waaronder gespecialiseerde klinieken, theoretische en klinische instituten, collegezalen en trainingsruimten. Het ziekenhuis heeft circa 1400 bedden en telt inclusief de medische faculteit ongeveer 9000 werknemers, die werkzaam zijn in 36 klinieken en 24 interdisciplinaire centra.

### Klinieken
- Anesthesiologie en intensieve zorg
  - Afdeling anesthesiologie
  - Kliniek voor operatieve intensieve zorg en intermediaire zorg
- Kliniek voor oogheelkunde
- Beeldvorming, beeldgestuurde therapie en radiotherapie
  - Kliniek voor diagnostische en interventionele neuroradiologie
  - Kliniek voor diagnostische en interventionele radiologie
  - Kliniek voor nucleaire geneeskunde
  - Kliniek voor Radio-oncologie en Radiotherapie
- Chirurgie
  - Kliniek voor algemene, viscerale (buik-), pediatrische en transplantatiechirurgie
  - Kliniek voor vasculaire chirurgie
  - Kliniek voor kinderhartchirurgie en chirurgie van aangeboren hartafwijkingen
  - Kliniek voor keel-neus-oor, hoofd- en halschirurgie
  - Kliniek voor hartchirurgie
  - Kliniek voor mond-, kaak- en aangezichtschirurgie
  - Kliniek voor neurochirurgie
  - Kliniek voor plastische chirurgie, hand en brandwondenchirurgie
  - Kliniek voor orthopedie, traumatologie en reconstructieve chirurgie
  - Afdeling thoraxchirurgie
- Kliniek voor dermatologie en allergologie – dermatologiekliniek
- Kliniek voor gynaecologie en verloskunde – vrouwengeneeskunde
- Interne geneeskunde
  - Kliniek voor cardiologie, angiologie (bloedvaten & lymfeklieren) en interne intensieve zorggeneeskunde (Medische Kliniek I)
  - Kliniek voor nier- en hypertensieziekten, reumatologische en immunologische ziekten (Medische Kliniek II)
  - Kliniek voor gastro-enterologie, stofwisselingsziekten en interne intensieve zorggeneeskunde (Medische Kliniek III)
  - Kliniek voor hematologie, oncologie, hemostaseologie (bloedstolling) en stamceltransplantatie (Medische Kliniek IV)
  - Kliniek voor pneumologie en interne intensieve zorg (Medische Kliniek V)
  - Kliniek voor geriatrische geneeskunde (Medische Kliniek VI)
- Pediatrie
  - Kliniek voor kindergeneeskunde en adolescentengeneeskunde
  - Kliniek voor kinder- en jeugdpsychiatrie, psychosomatiek en psychotherapie
  - Kliniek voor kindercardiologie
  - Kliniek voor foniatrie, pedaudiologie (gehoorstoornissen bij kinderen) en communicatiestoornissen
  - Pediatrische hartchirurgie
- Kliniek voor neurologie
- Kliniek voor palliatieve geneeskunde
- Kliniek voor foniatrie, pediatrische audiologie en communicatiestoornissen
- Psychiatrie, psychotherapie en psychosomatiek
  - Kliniek voor psychiatrie, psychotherapie en psychosomatiek
  - Kliniek voor kinder- en jeugdpsychiatrie, psychosomatiek en psychotherapie
- Kliniek voor urologie en kinderurologie
- Tandheelkunde, mond- en kaakgeneeskunde
  - Kliniek voor orthodontie
  - Kliniek voor mond-, kaak- en aangezichtschirurgie
  - Kliniek voor tandprothesen en biomaterialen, centrum voor implantologie
  - Kliniek voor tandbehoud, parodontologie en preventieve tandheelkunde

### Interdisciplinaire centra (selectie)
Het Universitair Ziekenhuis Aken telt anno 2025 24 interdisciplinaire centra, waarvan sommige een bovenregionale betekenis hebben. Hieronder vallen:
- Kankercentrum – Centrum voor Geïntegreerde Oncologie (CIO Aken)
- Bovenregionaal Traumacentrum
- Neurovasculair Netwerk Regio Aken (NVNAC)
- Centrum voor Telegeneeskunde Aken
- Centrum voor Zeldzame Ziekten Aken (ZSEA)

### Overige instellingen
Naast het hoofdgebouw, waarin alle genoemde klinieken en de meeste interdisciplinaire centra zijn ondergebracht, behoren tot het Klinikum diverse andere instellingen, die in afzonderlijke gebouwen zijn ondergebracht:
- Het utilitair centrum (Versorgungsgebäude) is een groot complex aan de westzijde van het Klinikum. Het twee verdiepingen tellende gebouw heeft een plattegrond van 95 × 131 m en een hoogte van 12 m. Anders dan het hoofdgebouw is dit deel uitgevoerd in een weinig opvallende bouwstijl.

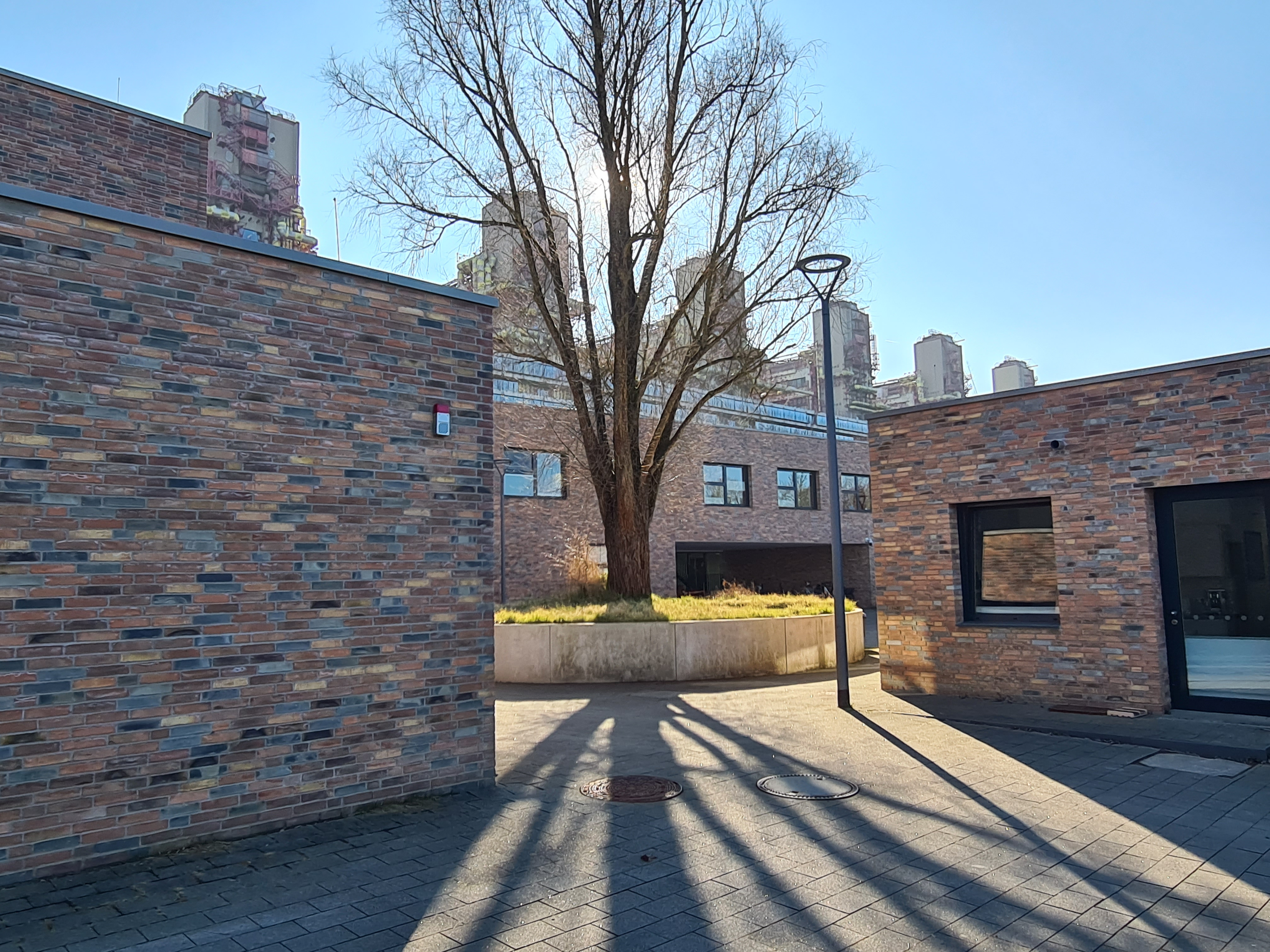
Nieuwbouw kindgerelateerde instellingen aan de noordzijde van het Klinikum (2025)

- Op het noordoostelijk deel van het ziekenhuisterrein, ten zuiden van de Schneebergweg, liggen de nieuwe gebouwen van het sociaal pediatrisch centrum voor kinder- en jeugdgeneeskunde, het centrum voor perinatale zorg (Operative Intensivpflege und Perinatalzentrum, afgekort OIP-PNZ), het bedrijfskinderdagverblijf en kantoren voor de personeelsraad. Het complex dateert uit 2016 (bouwstart).
- Aan de noordzijde van de Schneebergweg ligt het historische landgoed Melaten, dat al in 1966 door de RWTH werd aangekocht en thans als onderzoeksfaciliteit (en hortus botanicus) dient.
- Het landgoed Großer Neuenhof aan de Neuenhofer Weg is in fasen verbouwd en herbergt anno 2025 de kliniek voor kinder- en jeugdpsychiatrie, psychosomatiek en psychotherapie. Aan de overkant van de straat verrijst een nieuw gebouw ter uitbreiding van de capaciteit.
- Het Franziskushospital met 160 bedden en 300 medewerkers is sinds 2020 een externe locatie van het universiteitsziekenhuis, dat sindsdien opereert onder de naam Uniklinik RWTH Aachen – Franziskus.
- Het voormalige Medisch Technisch Centrum (MTZ) van de Akense Vereniging voor Innovatie en Technologietransfer (AGIT) in de Pauwelsstraße is eveneens eigendom van het academisch ziekenhuis.

## Architectuur

### Exterieur
Het hoofdgebouw is een skeletconstructie van gewapend beton met een lengte van 257 m en een breedte van 134 m. Het uiterlijk wordt sterk bepaald door de 24 liftschachten die elk 54 m hoog zijn en 9 m uitsteken boven het acht tot tien verdiepingen tellende gebouw. De draagconstructie, die een groter oppervlak beslaat dan het eigenlijke gebouw, bestaat grotendeels uit paalfunderingen met geboorde heipalen. Vanwege de monumentenstatus is uitbreiding niet mogelijk.
Door de transparante structuur van de betonskeletbouw, in combinatie met de zichtbare technische installaties, wordt het Universitair Ziekenhuis Aken, net als het Centre Georges Pompidou in Parijs en het Lloyd's Building in Londen, gezien als een representant van het zogenaamde "technisch modernisme". Vanwege het architectonische ontwerpprincipe van herhaalde uniforme bouwstructuren kan het gebouw ook worden geclassificeerd in de context van het structuralisme. Het ziekenhuis staat sinds 2008 onder monumentenzorg (Denkmalschutz). Volgens de beschrijving van het monument is het gebouw "het voornaamste voorbeeld van hightecharchitectuur in Duitsland". Anderzijds is de waardering van zowel het publiek als de architectuurcritici niet onverdeeld gunstig geweest.

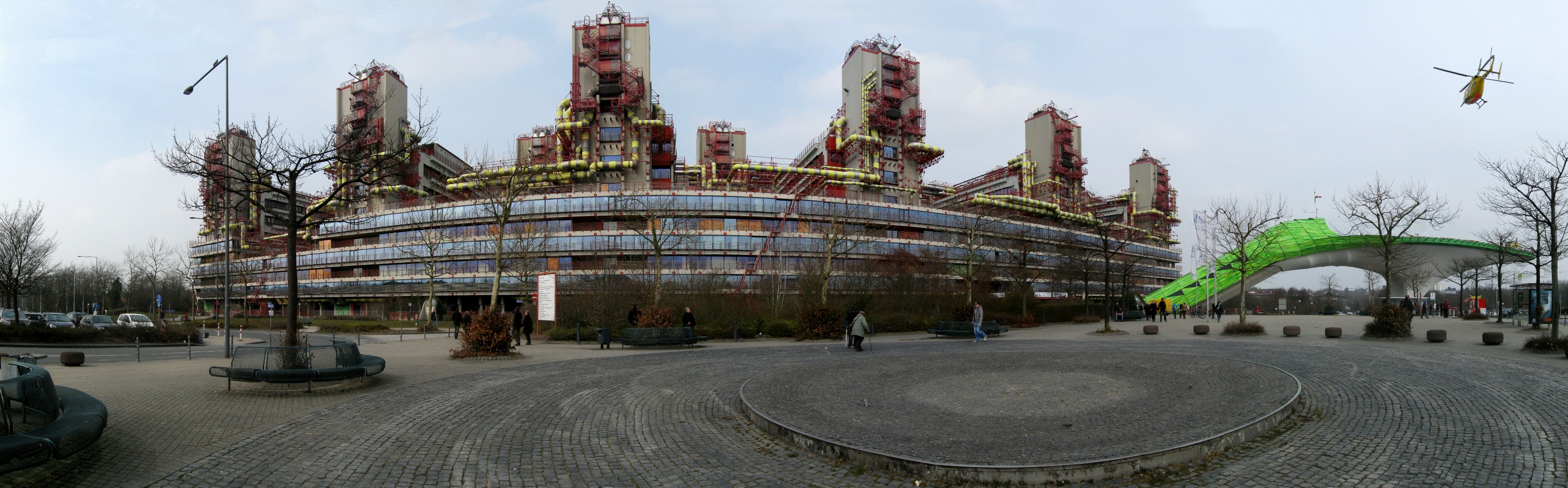
Panoramafoto (enigszins vertekend) zuidgevel en helikopterplatform
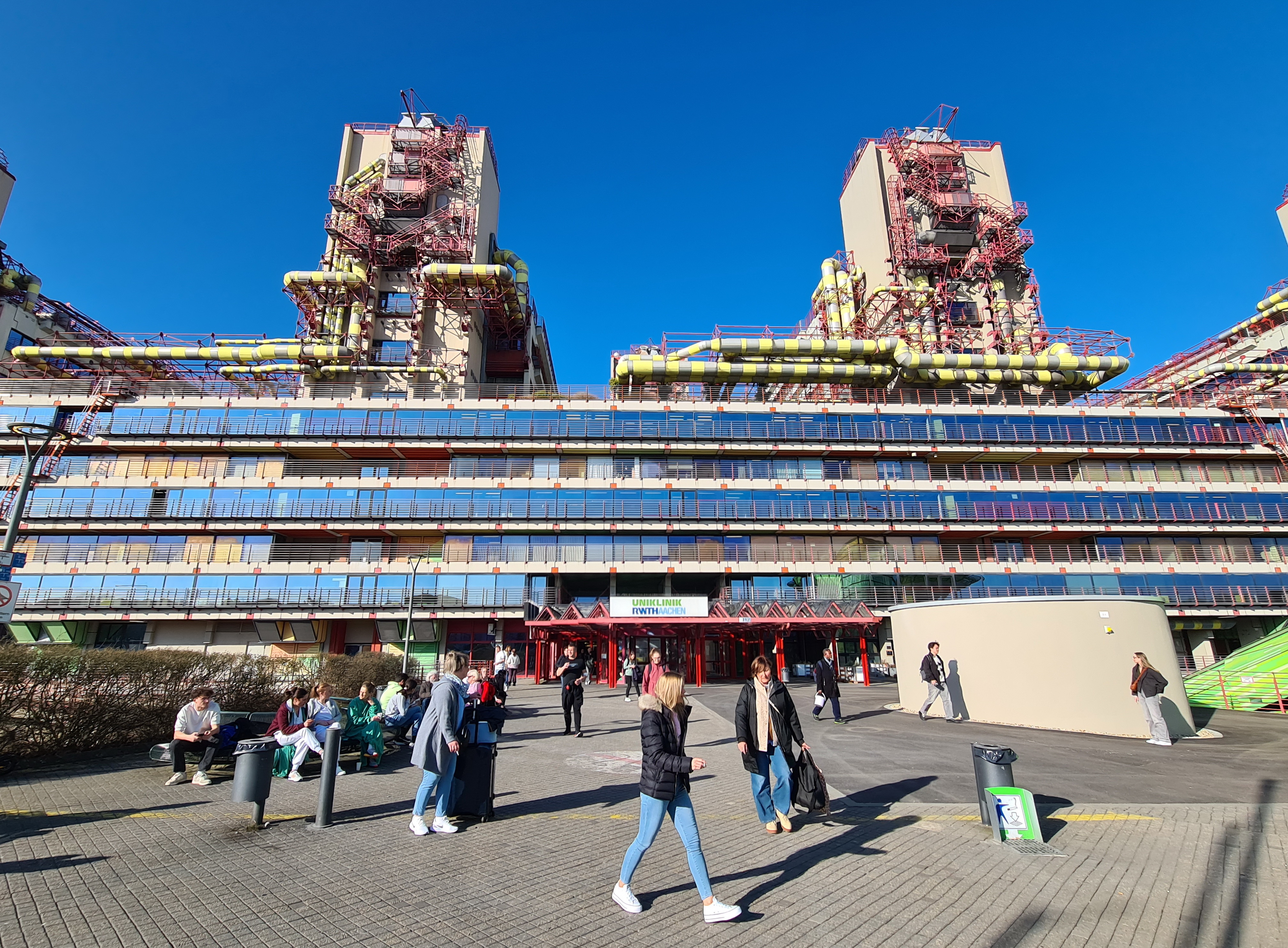
Zuidgevel, entreegebied
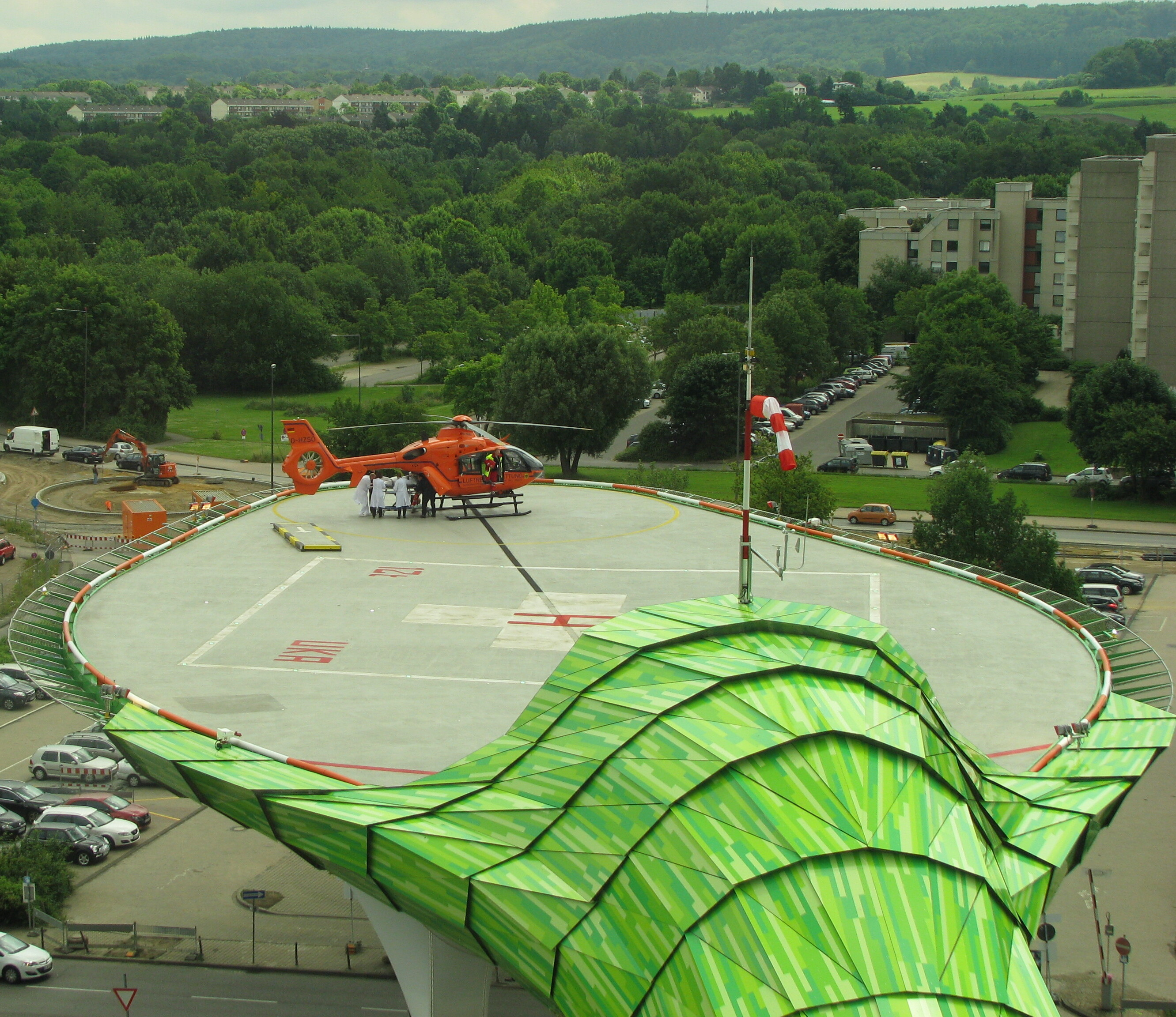
Helikopterplatform
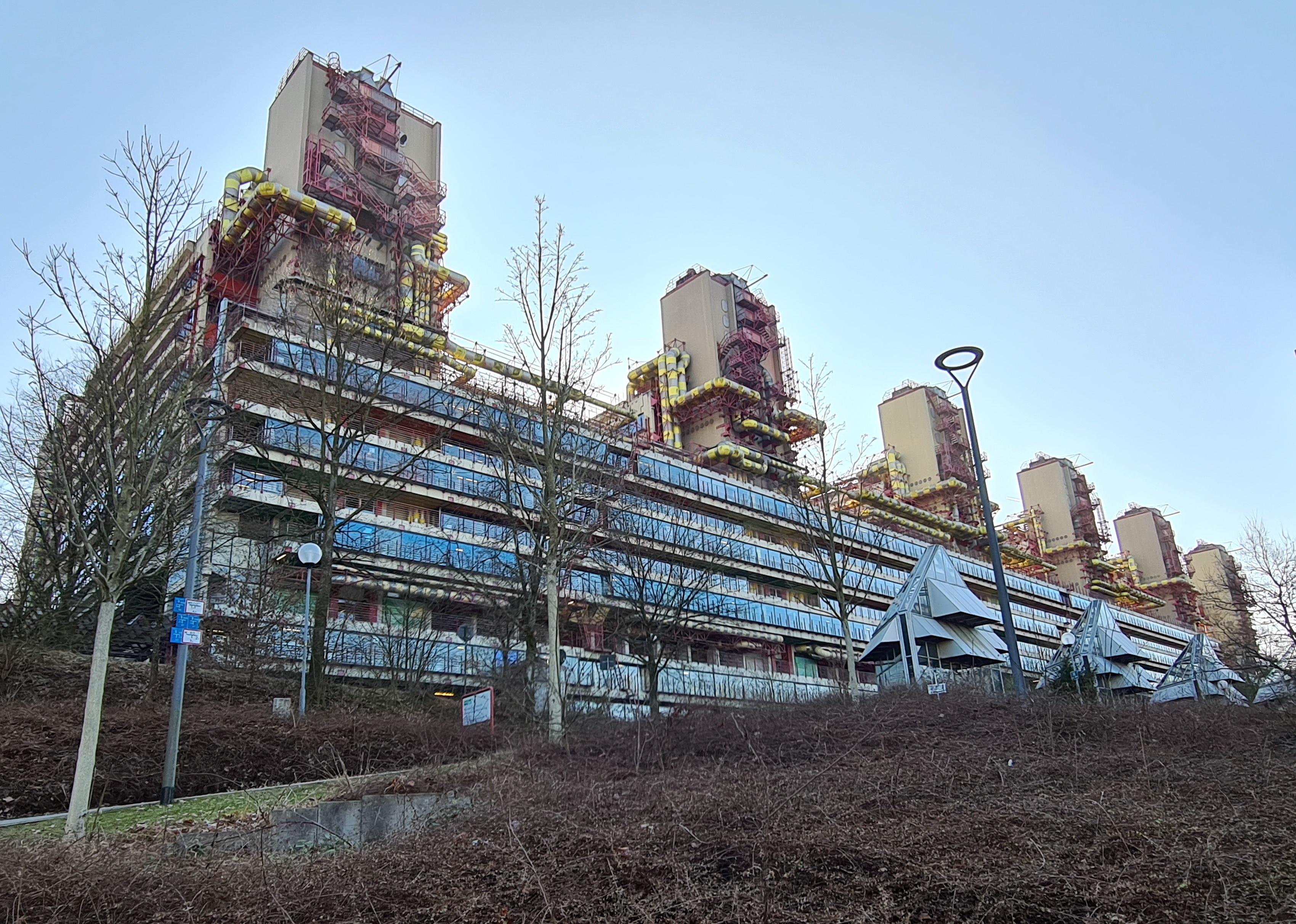
Noord- en oostgevel
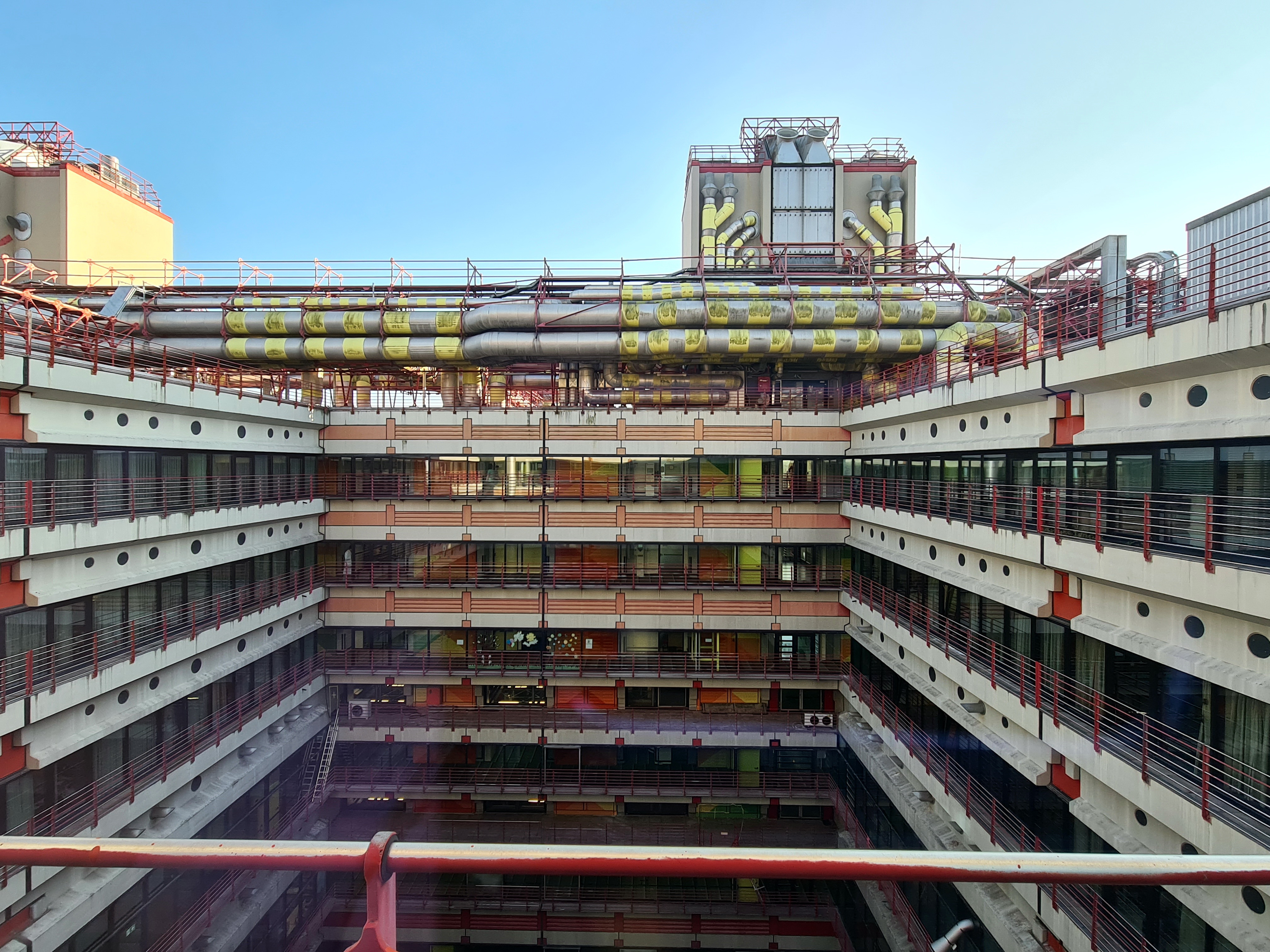
Binnenhof en liftschachten

### Interieur
De vormgeving van het interieur is al even opvallend als die van het exterieur. De buizen en leidingen van de verwarming, ventilatie, enz. zijn aan de plafonds grotendeels in het zicht gelaten. De kleurstelling van de vloerbedekking, deuren en wandelementen is vrijwel geheel in tinten groen, geel, oranje en zilver uitgevoerd. Het groene velourstapijt in de gangen en foyers is op maat geweven en moet regelmatig worden vervangen. In sommige drukbezochte of qua hygiëne gevoelige ruimtes is een groene pvc-vloer gelegd, terwijl voor enkele functionele ruimtes en de cafetaria is gekozen voor neutraal grijs.
Het netto bruikbare oppervlak in het gebouw bedraagt 130.000 m². Ongeveer een derde van de circa 6.000 kamers is raamloos, met name in de souterrains, technische ruimtes en opslagruimtes, maar ook een deel van de kantoren, personeelsruimtes en onderzoeksruimtes moeten het zonder daglicht stellen. De patiëntenkamers liggen allemaal aan de buitenkant van het gebouw of aan een van de twaalf binnenhoven.

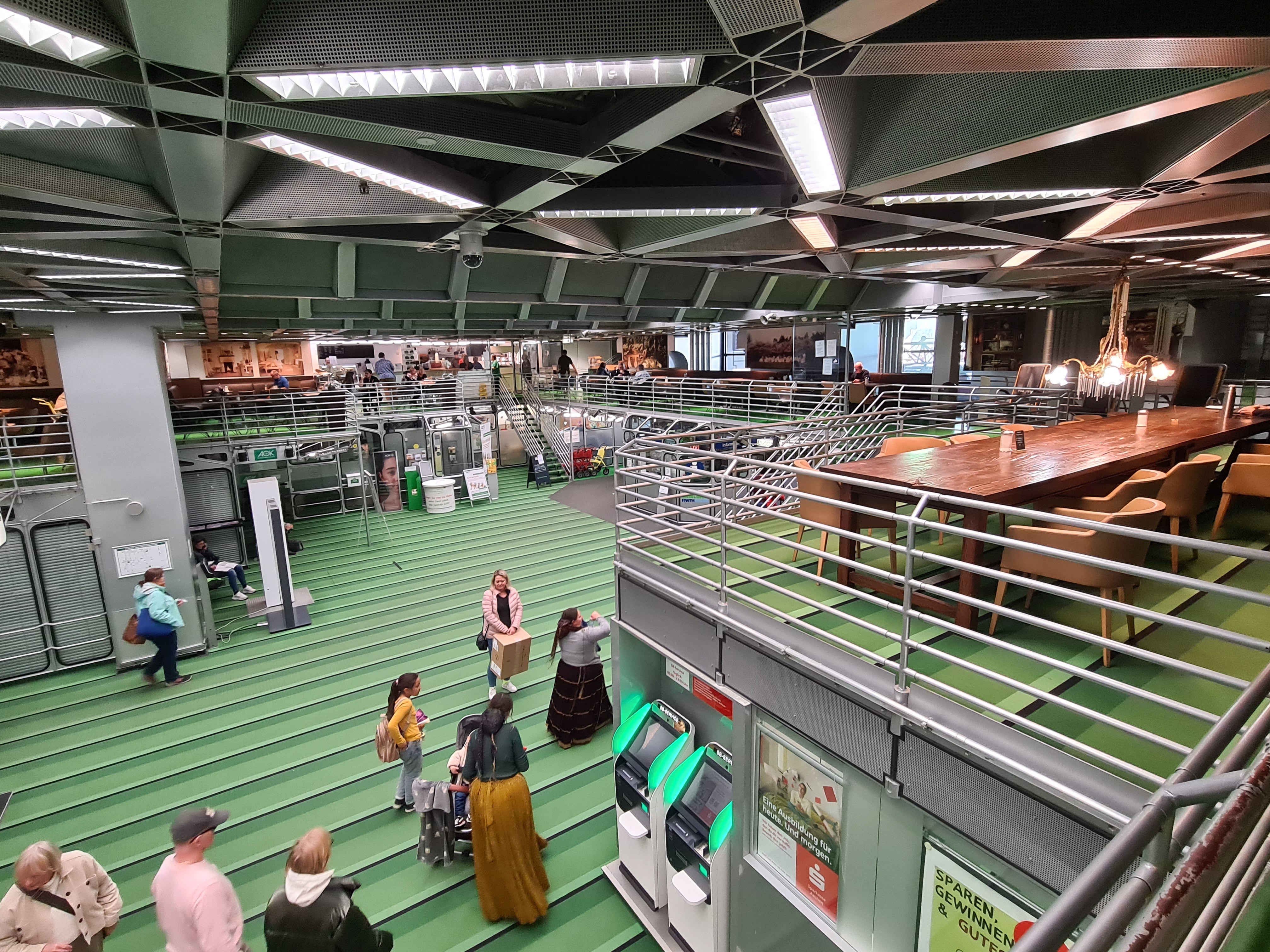
Entreehal
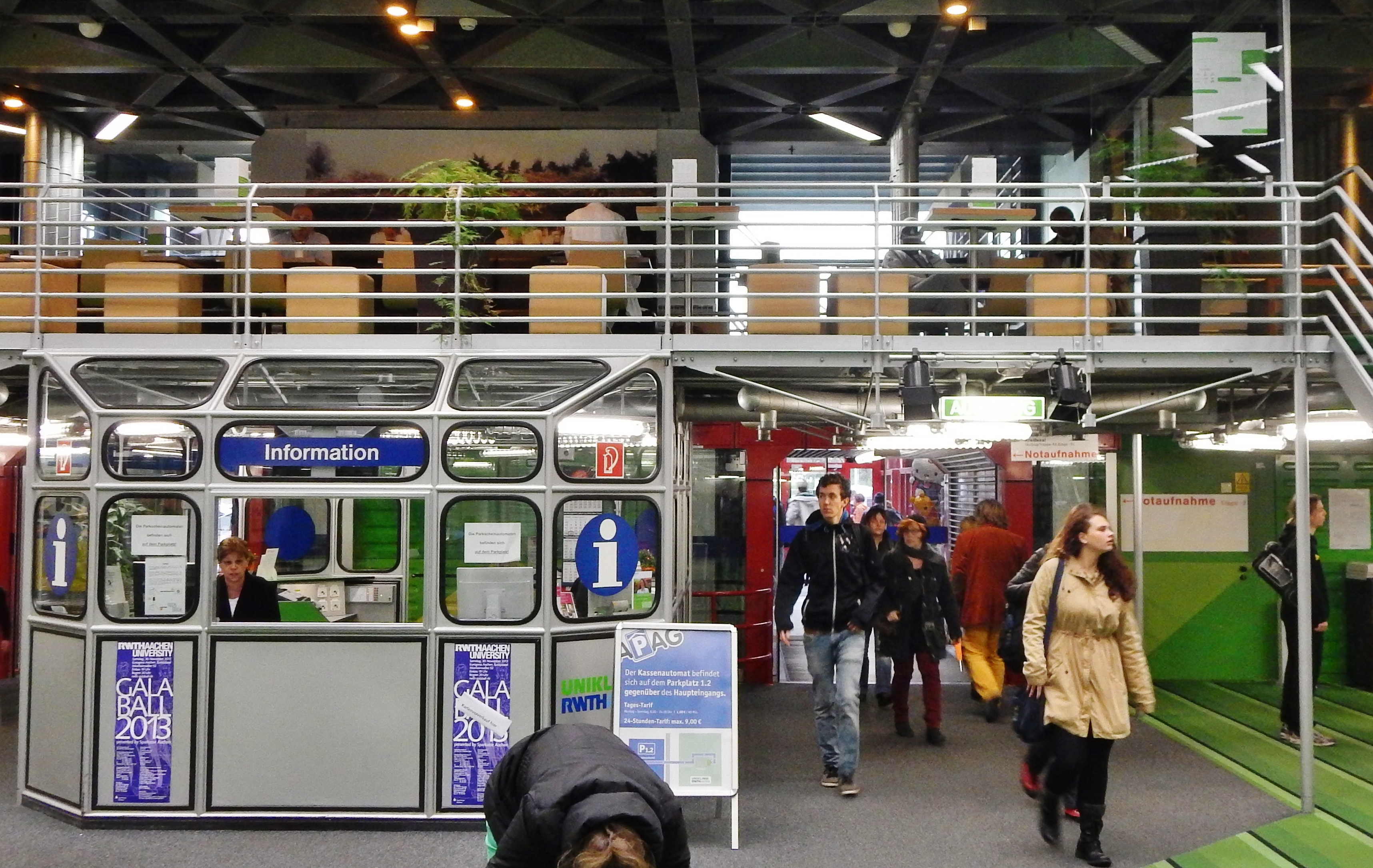
Idem, informatiebalie
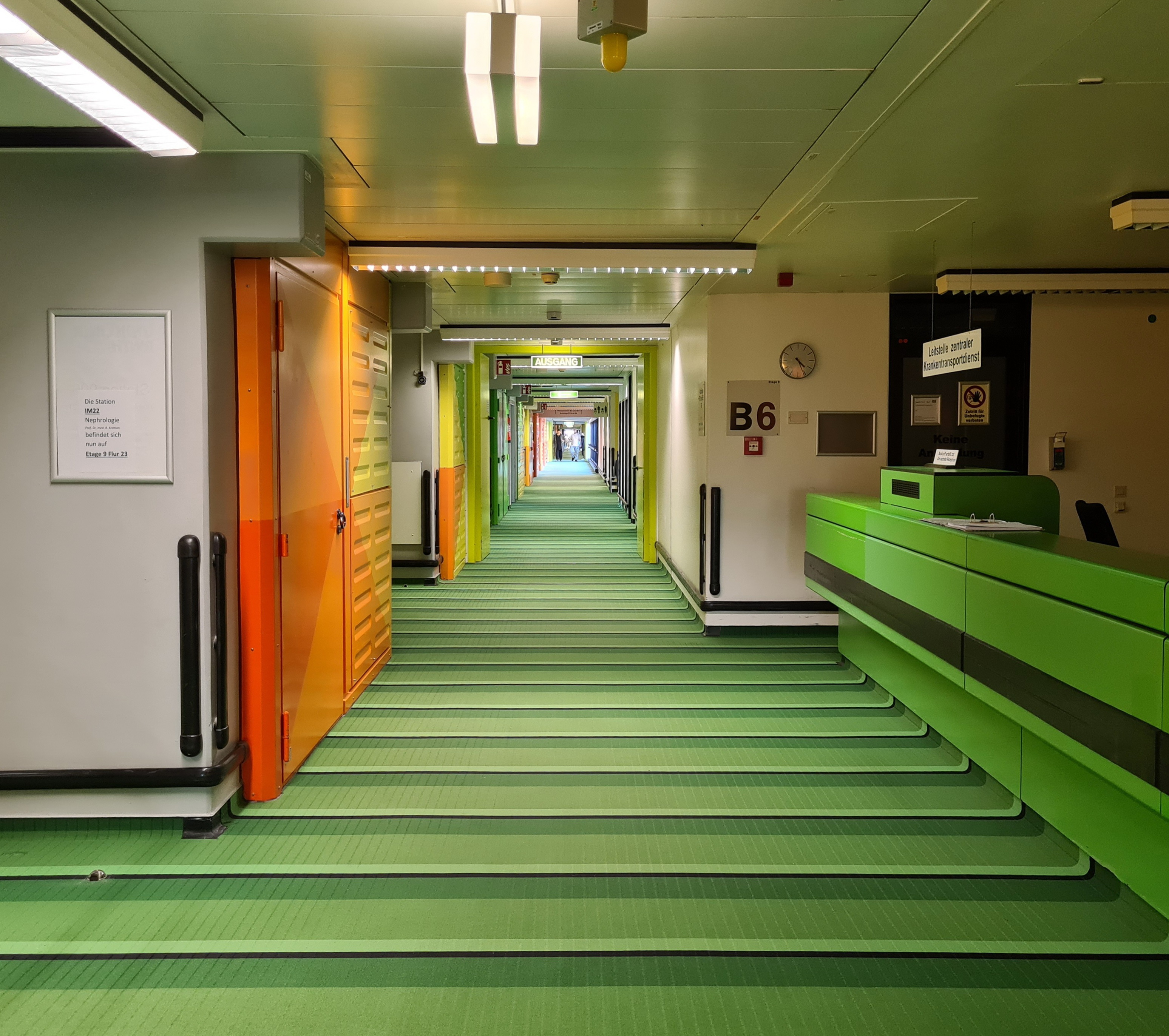
Servicebalie en gang
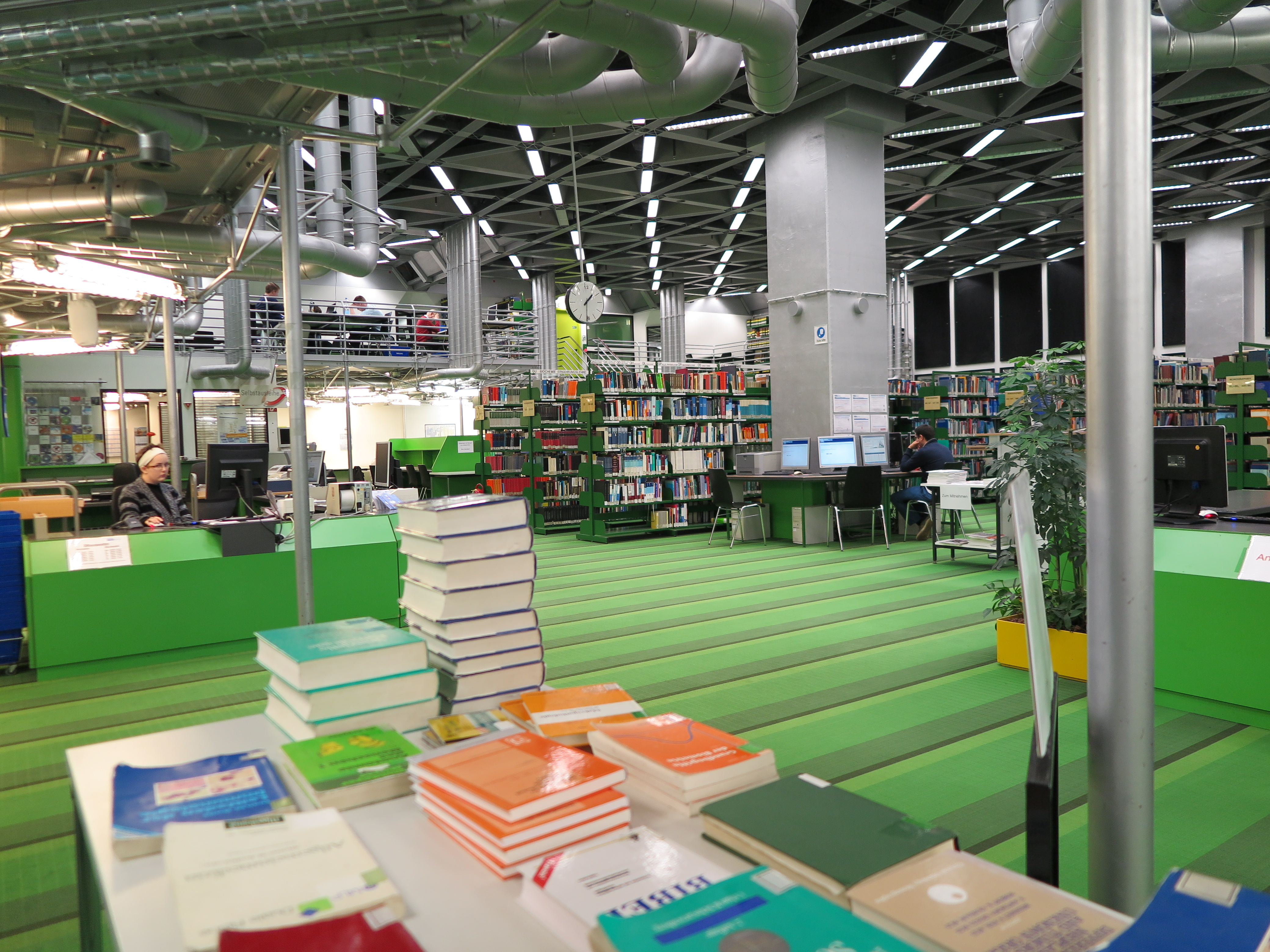
Bibliotheek
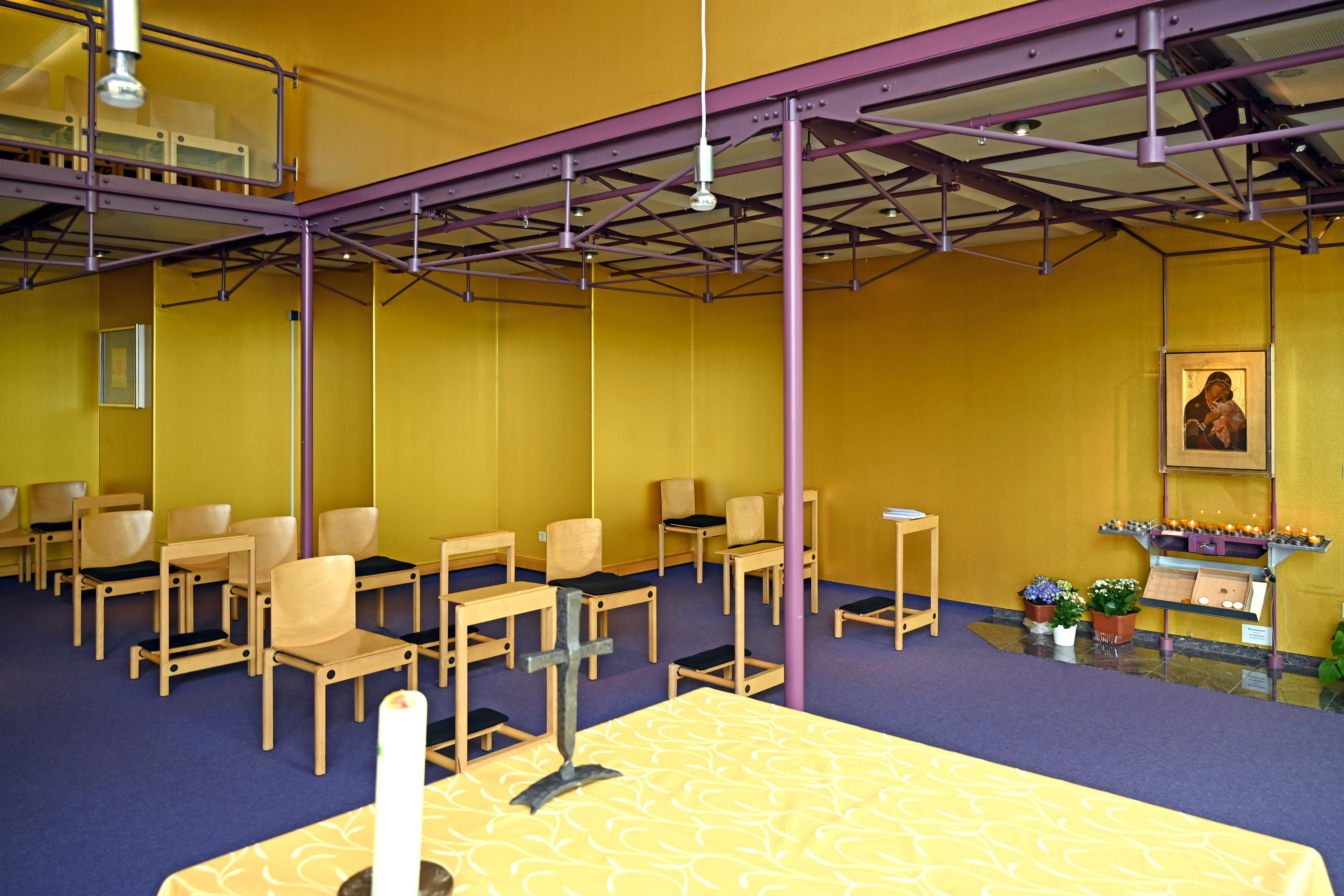
Ziekenhuiskapel
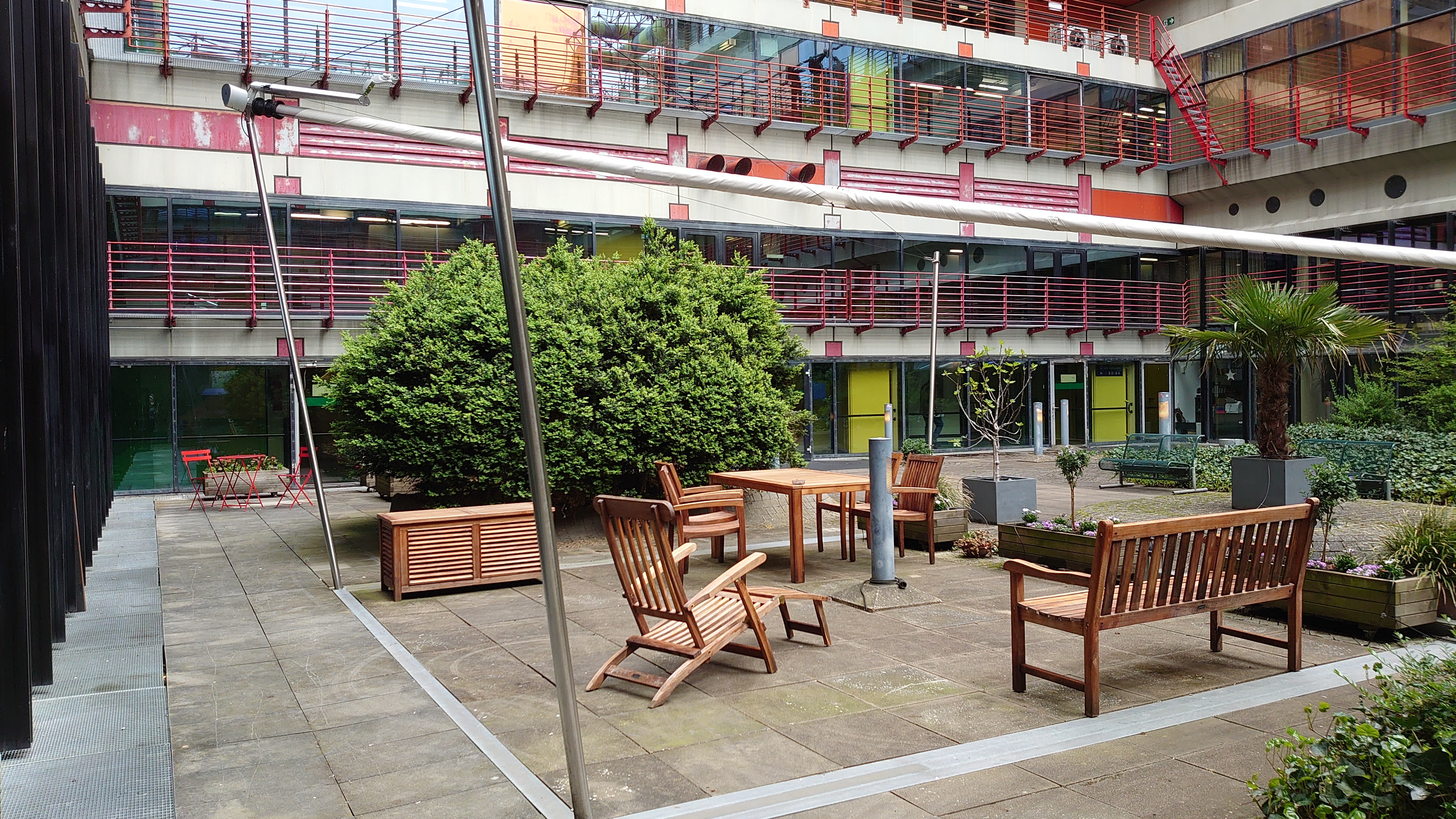
Patiotuin

## Varia
- In 1998 werd een gamma knife aangeschaft voor radiochirurgie/stereotaxie (Gamma Knife Center). Het apparaat werd in 2014 vanwege zijn leeftijd afgevoerd en niet vervangen.
- In 1999 vond een hepatitis B-schandaal plaats waarbij het hoofd van de afdeling hartchirurgie, Bruno Messmer, betrokken was. De bekende hartspecialist besmette meerdere patiënten met hepatitis B. De chirurg, die zich niet had laten onderzoeken door de bedrijfsarts, werd hiervoor veroordeeld.
- In 2014 vond het zogenaamde selfieschandaal plaats in het Klinikum Aken. Verplegend personeel op de spoedeisende hulp maakte vernederende foto's van hulpeloze patiënten en deelde deze via WhatsApp. Verschillende landelijke media besteedden er aandacht aan.
- In de eerste helft van 2022 vond, zoals in alle academische ziekenhuizen in Noordrijn-Westfalen, een grote staking van verpleegkundigen plaats voor een betere cao. Aan de staking gingen jaren van discussie vooraf. Tijdens de stakingsperiode waren veel afdelingen gesloten en moesten veel operaties worden uitgesteld of afgezegd.
- Het Universitair Ziekenhuis Aken viert al jaren haar eigen carnaval, sinds 2017 met een eigen Prins Carnaval. Daarnaast wordt op Fettdonnerstag  (de donderdag voor carnaval) een feest georganiseerd onder het motto "feesten voor het goede doel". De opbrengst komt ten goede aan de kinderkliniek en aan de Stiftung Universitätsklinikum Aachen.